# کو بون-مو
کو بون-مو (کره‌ای: 구본무؛ ۱۰ فوریهٔ ۱۹۴۵ – ۲۰ مهٔ ۲۰۱۸) کارآفرین و سرمایه‌دار اهل کره جنوبی بود، که در فاصله سالهای ۱۹۹۵ تا ۲۰۱۸ بعنوان رئیس هیئت مدیره شرکت ال‌جی فعالیت می‌کرد.